# 弄蝶
弄蝶（Silver-spotted Skipper，學名：Hesperia comma）是弄蝶屬中的一種弄蝶，也是弄蝶的模式種。寄主植物為禾本科的羊茅。

## 分佈
主要分佈在歐洲至安那托利亞，中國西部至日本亦有記錄。成蟲展翅30至40毫米，雌性稍大一點。